# Сиромаланкарска католичка црква
Сиромаланкарска католичка црква, позната и као Маланкарска сиријска католичка црква, је источнокатоличка, аутономна (на латинском, sui iuris ), помесна црква, у пуној заједници са Светом столицом и Католичком црквом широм света, са самоуправом под Закоником канона источних цркава. Део је великих архиепископских цркава Католичке цркве које се не одликују патријархалном титулом. Предводи је велики архиепископ Баселиос кардинал Климис Мафриан из велике архиепископије Тривандрум са седиштем у Керали, Индија.
Ова води порекло од мисионарења апостола Томе у 1. веку.    Црква користи божанску литургију западносиријског обреда Светог Јакова. То је једна од две источнокатоличке цркве у Индији, а друга је Сиромалабарска црква која користи литургију источносиријског обреда.
Маланкарска сиријска католичка црква је основана 20. септембра 1930. године као резултат покрета уједињења под вођством епископа Мар Гиваргесеа Иваниоса, који се одвојио од Маланкарске цркве и ступило у заједницу са Католичком црквом. Сама црква Маланкара настала је распадом унутар хришћанске заједнице Светог Томе у 17. веку; након заклетве Кунан крста 1653. године, црква Маланкара се појавила као фракција која је стајала уз архиђакона Мар Томе I у заклетви да ће се одупрети ауторитету латино-католичког португалског Падроада . Ова фракција је ступила у везу са Сиријском православном црквом у Антиохији .   Маланкарска сиријска католичка црква представља групу из ове маланкарске фракције која се ујединила са Римом у 20. веку (1930).
Мар Иваниос је започео преговоре са Светом столицом у Риму 1926. године да би ступио у нову заједницу. Двојица епископа, укључујући Иваниоса, свештеник, ђакон и лаик, заједно су примљени у Католичку цркву 1930. То је резултирало значајним преобраћењем верника у Маланкара католичку цркву. Хиндуси, посебно из заједнице Наир  такође су се придружили Маланкара католичкој цркви.  До 1950. било је око 65.588 верних, 1960. 112.478, а 1970. 183.490. Сада у Индији и широм света има преко 400.000 верника у преко 12 епархија. 